# Henryk Abbe
Henryk Abbe (ur. 15 września 1920 w Bydgoszczy, zm. 10 października 2003 w Poznaniu) – polski aktor, głównie teatralny, także filmowy i telewizyjny.

## Życiorys
W teatrze zadebiutował 30 listopada 1946 roku. W roku 1949 ukończył Państwową Wyższą Szkołę Teatralną w Warszawie z tymczasową siedzibą w Łodzi.

## Teatr
Występował kolejno w teatrach:
- 1949–50 Teatry Dolnośląskie we Wrocławiu,
- 1950–60 Teatr Powszechny w Łodzi,
- 1960–65 Teatr im. Jaracza w Olsztynie,
- 1965–66 Teatr Polski w Bydgoszczy,
- 1966–72 Teatr Wybrzeże w Gdańsku,
- 1972–79 Teatr Nowy w Poznaniu,
- 1979–80 Teatr Ziemi Pomorskiej w Grudziądzu,
- 1987–93 Teatr Nowy w Poznaniu.

Współpracował m.in. z takimi reżyserami, jak: Zbigniew Bogdański, Maryna Broniewska, Ryszard Bugajski, Stanisław Bugajski, Jadwiga Chojnacka, Izabella Cywińska, Jerzy Goliński, Adam Hanuszkiewicz, Zygmunt Hübner, Henryk Kluba, Zbigniew Koczanowicz, Wiesław Komasa, Andrzej Konic, Krystyna Meissner, Tadeusz Minc, Krzysztof Nazar, Janusz Nyczak, Marek Okopiński, Kazimierz Opaliński, Bohdan Poręba, Ludwik René, Janusz Rzeszewski, Leon Schiller, Maciej Wojtyszko.

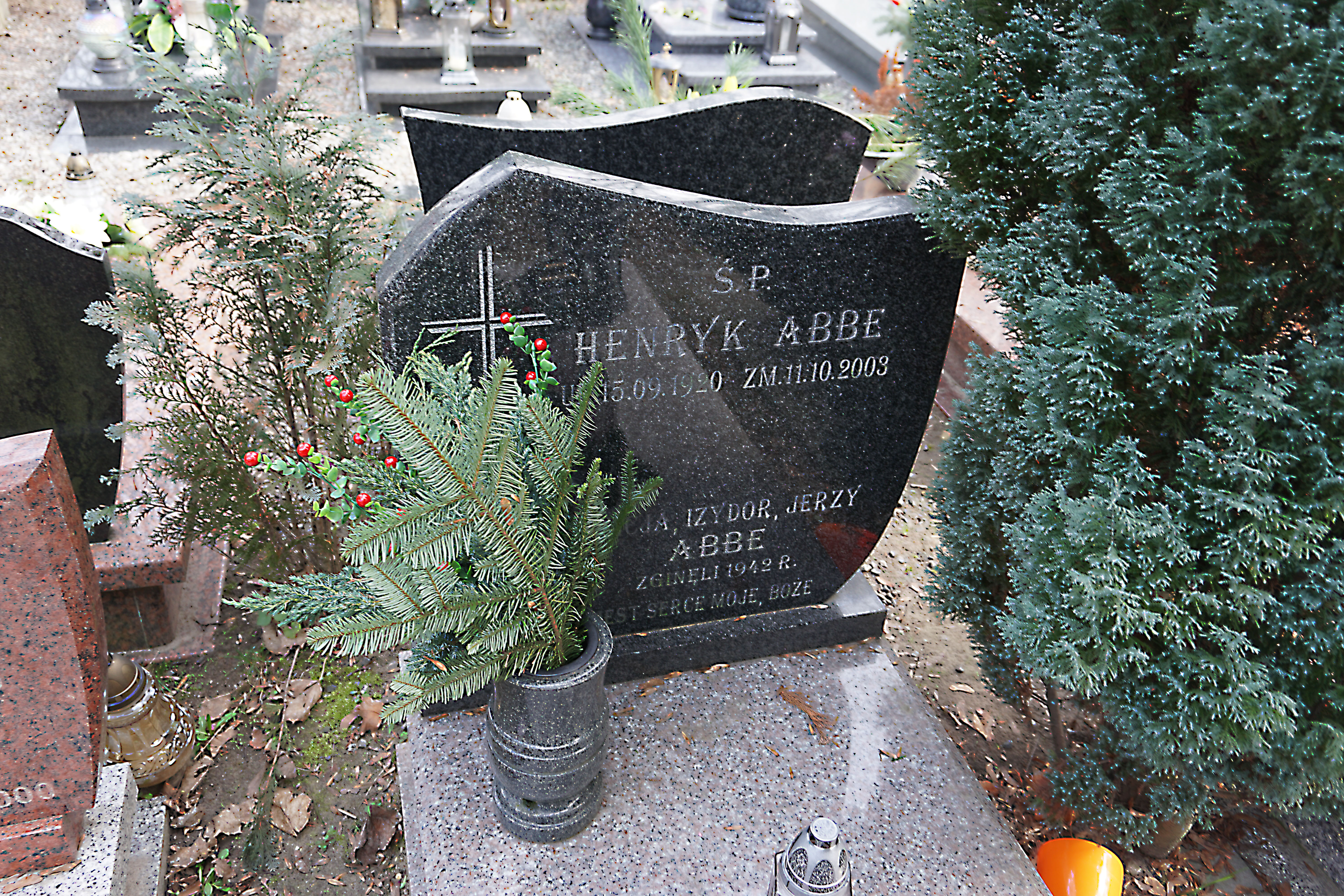
grób Henryka Abbego na cmentarzu Jeżyckim w Poznaniu (kw. P-26-17)

### Spektakle teatralne

#### Teatr Wojska Polskiego, Łódź
- 1946 Krakowiacy i Górale jako Pastuch (reż. L. Schiller)
- 1948 Igraszki z diabłem jako Trębacz drugi (reż. L. Schiller)
- 1949 Młoda Gwardia jako Georij Arutiunianc (reż. L. Rene)

#### Teatr Powszechny TUR, Łódź
- 1948 Grzegorz Dyndała jako Pietrek (reż. Danuta Pietraszkiewicz)

#### Teatry Dramatyczne, Wrocław
(obecnie – Teatr Kameralny, Teatr Wielki)
- 1949 Niemcy jako Antoni (reż. M. Broniewska)
- 1950 Borys Godunow jako II z ludu (reż. C. Staszewski)

#### Teatr Powszechny Łódź
- 1951 Chory z urojenia jako Tomasz (reż. J. Chojnacka)
- 1951 Jacht Paradise jako Radiotelegrafista (reż. J. Chojnacka)
- 1952 Eugenia Grandet jako Cruchot, rejent (reż. K. Opaliński)
- 1952 Z iskry rozgorzeje płomień jako Seweryn (reż. J. Chojnacka)
- 1953 Ludzie z naszej ulicy jako Belo (reż. J. Chojnacka)
- 1953 Królowa Śniegu jako Kruk (reż. Maria Malicka)
- 1953 Czarniecki i jego żołnierze jako Dworzanin (reż. J. Chojnacka)
- 1954 Poskromienie złośnicy jako Gremio (reż. Hanna Małkowska)
- 1954 Tania jako Wasin (reż. Natalia Szydłowska)
- 1955 Zatrzymać pociąg jako Maclean (reż. Roman Sykała)
- 1955 Nauczyciel tańców jako Tulio (reż. R. Sykała)
- 1957 Królewna Śnieżka i siedmiu krasnoludków jako Nieśmiałek (reż. Zbigniew Jabłoński)
- 1957 Huzarzy jako Flicot (reż. Irena Ładosiówna)
- 1958 Królowa przedmieścia jako Guła (reż. Z. Koczanowicz)
- 1959 Jegor Bułyczow i inni jako Trębacz (reż. Z. Koczanowicz)

#### Teatr im. Jaracza, Olsztyn-Elbląg
- 1960 Wesele jako Stańczyk (reż. S. Bugajski)
- 1961 Mieszczanie jako Pierczychin (reż. Edward Żytecki)
- 1961 Wspólne mieszkanie jako I murarz (reż. I. Ładosiówna)
- 1961 Jarzębina czerwona (reż. Anna Kochanowska)
- 1962 Poskromienie złośnicy jako Grumio (reż. Maria D`Alphonse)
- 1962 Kuglarze jako Baron (reż. Tadeusz Żuchniewski)
- 1962 Burzliwe życie Lejzorka Rojtszwańca jako Lejzorek Rojtszwaniec (reż. T. Żuchniewski)
- 1962 Legenda o mądrym mężu jako Arystofanes (reż. T. Żuchniewski)
- 1963 Nagi król jako Król (reż. Jowita Pieńkiewicz)
- 1963 Dziewiąty sprawiedliwy jako Azaryjasz (reż. K. Meissner)
- 1963 Piąta kolumna jako Dyrektor (reż. Jan Maciejowski)
- 1964 Rozbity dzban jako Lampka (reż. Jan Perz)
- 1964 Wiersze wam daję... (reż. T. Żuchniewski)
- 1964 Celestyna jako Pietuch (reż. A. Konic)

#### Teatr Polski, Bydgoszcz
- 1965 Sułkowski jako D`Antraigues (reż. Jan Błeszyński)
- 1965 Tango jako Eugeniusz (reż. Teresa Żukowska)
- 1965 Bohaterowie są niepotrzebni jako John Doyle (reż. Jan Błeszyński)
- 1965 Niestałość serc jako Trywelin (reż. K. Meissner)
- 1966 Kaligula jako Stary Patrycjusz (reż. B. Poręba)

#### Teatr Wybrzeże, Gdańsk

##### Role
- 1967 Zmierzch demonów jako Martin Bormann (reż. J. Goliński)
- 1967 Ararat jako Szem (reż. J. Goliński)
- 1967 Niech no tylko zakwitną jabłonie(reż. Jagienka Zychówna)
- 1967 Zmierzch jako Bobriniec (reż. Piotr Paradowski)
- 1968 Ryszard III jako Morderca II (reż. T. Minc)
- 1968 Tragedia o bogaczu... jako ojciec Kazarza; Abel (reż. T. Minc)
- 1969 Don Juan jako Guzman (reż. P. Paradowski)
- 1969 Matka jako Apolinary Plejtus (reż. T. Minc)
- 1969 Będę mówił szczerą prawdę jako Sterling (reż. Z. Bogdański)
- 1970 Ulisses jako Ned Martin (reż. Z. Hubner)
- 1970 Morze dalekie, morze bliskie (reż. M. Okopiński)
- 1970 Czekając na Godota jako Vladimir (reż. Stanisław Hebanowski)
- 1970 Termopile polskie jako Szczekalski (M. Okopiński)
- 1971 Maleńka Alicja jako Lokay (reż. S. Hebanowski)
- 1971 Tragedia człowieka jako Obywatel; Eskimos; Rewolucjonista (reż. Matyas Girycz)
- 1971 Świat zawikłany (reż. M. Okopiński)
- 1972 Cmentarzysko samochodów jako Tope (reż. S. Hebanowski)

##### Asystent reżysera
- 1971 Maleńka Alicja (reż. S. Hebanowski)

#### Teatr Ziemi Pomorskiej, Grudziądz
- 1970 Lato Muminków jako Tata Muminka (reż. Andrzej Maria Marczewski)

#### Teatr Nowy Poznań
- 1973 Macbeth jako Sprzedawca starzyzny; Oficer II (reż. Kirył Stojanow)
- 1973 Chłopcy z Placu Broni jako Dozorca Jano (reż. Edmund Pietryk)
- 1973 A jak królem, a jak katem będziesz jako Dziadek Jakub (reż. J. Nyczak)
- 1974 Opera za trzy grosze jako Kimball (reż. Raul Zermeno)
- 1974 Wacława dzieje jako mężczyzna (reż. A. Hanuszkiewicz)
- 1974 Giganci z gór jako Karzeł Kwakwa (reż. I. Cywińska)
- 1974 Śmierć Tarełkina jako Antioch Ełpifodorowicz (reż. I. Cywińska)
- 1974 Jak wam się podoba jako Adam (reż. J. Nyczak)
- 1975 Szkoła błaznów jako Belzebub (reż. Conrad Drzewiecki)
- 1975 Oni jako Markiz Fibroma da Mijoma (reż. I. Cywińska)
- 1975 Awantura w Chioggi jako Isidoro (reż. J. Nyczak)
- 1976 Zabawa jak nigdy jako Nick (reż. Wanda Laskowska)
- 1976 Letnicy jako Pustobajka (reż. J. Nyczak)
- 1977 Turoń jako Józwa Dziedzic (reż. I. Cywińska)
- 1977 Achilles i panny (reż. J. Rzeszewski)
- 1977 Gdyby przyleciał ptak jako sierżant (reż. I. Cywińska)
- 1977 Bunt (reż. I. Cywińska, J. Kowarski)
- 1978 Czerwony kogut leci wprost... jako Lubieżnik (reż. J. Nyczak)
- 1978 Łaźnia jako Mister Pond Keatch (reż. I. Cywińska)
- 1978 Życie jest snem jako generał (reż. Wojciech Szulczyński)
- 1979 Ojczyzna chochołów (reż. W. Komasa)
- 1979 Antygona jako Terezjasz (reż. W. Szulczyński)
- 1983 Koniec Europy jako Mojżesz Purecki (reż. Janusz Wiśniewski)
- 1987 Wesele jako Żyd (reż. J. Nyczak)
- 1988 Cmentarze jako Cywil (reż. I. Cywińska)
- 1989 Drzewo jako Naczelnik (reż. K. Nazar)
- 1991 Ferdydurke jako Żebrak (reż. Waldemar Śmigasiewicz)

#### Teatr Ziemi Pomorskiej, Grudziądz

##### Role
- 1979 Burzliwe życie Lejzorka Rojtszwańca jako Lejzorek Rojtzwaniec (reż. H. Abbe)
- 1979 Ptak jako Sebastian (reż. Piotr Sowiński)
- 1980 Protokół pewnego zebrania jako Paweł Batarcew (reż. Janusz Kozłowski)
- 1980 Colas Breugnon jako Colas Breugnon (reż. Ryszard Ronczewski)

##### Reżyseria
- 1979 Burzliwe życie Lejzorka Rojtszwańca  (reżyseria i adaptacja)

#### Teatr Dramatyczny, Elbląg
- 1981 Rewolwer jako Barbi (reż. Jacek Gruca) – gościnnie

#### Teatr im. Osterwy,Gorzów Wielkopolski
- 1983 Sonata Belzebuba jako Joachim Baltazar de Campas (reż. Bohdan Mikuć)

#### Teatr im. Fredry,Gniezno
- 1984 Tuwim, czyli spacer... jako Mag (reż. Tomasz Szymański)

#### Teatr Polski, Poznań
- 2000 Córki King Konga jako pan Cezło (reż. Rafał Sabara)

#### Teatr Telewizji
- 1971 Tak cicho, że wierzyć nie chciałem (reż. Kazimierz Łastawiecki)
- 1973 Nikt tak szaleńczo nie śpiewa jako Philips (reż. Daniel Bargiełowski)
- 1974 A jak królem, a jak katem będziesz (reż. J. Nyczak)
- 1974 Godiwa (reż. D. Bargiełowski)
- 1977 Ostatnie dni jako Żukowski (M. Wojtyszko)
- 1978 Rogacz wspaniały jako Wójt (reż. S. Hebanowski)
- 1979 Armia Poznań jako Płk Franciszek Borkowski (reż. H. Kluba)
- 1979 Trismus jako dr Grohardt (reż. R. Bugajski)

## Filmografia
- 1968 Stawka większa niż życie (serial) jako niemowa Aram, lokaj
- 1970 Prom
- 1979 Tajemnica Enigmy (serial) jako Przemysłowiec Olański
- 1979, 1981 Najdłuższa wojna nowoczesnej Europy(serial)
- 1982 Zmartwychwstanie Jana Wióro
- 1996 Poznań 56 jako Starszy robotnik

## Nagrody, wyróżnienia, odznaczenia
- 1962 – nagroda na IV Festiwalu Teatrów Polski Północnej w Toruniu za rolę Lejzorka w Burzliwym życiu Lejzorka Rojtszwańca według Ilii Erenburga (w Teatrze im. Stefana Jaracza Olsztyn-Elbląg)
- 1963 – nagroda na V Festiwalu Teatrów Polski Północnej w Toruniu za rolę Króla w Nagim Królu Eugeniusza Szwarca (w Teatrze im. Stefana Jaracza Olsztyn-Elbląg)
- 1969 – nagroda na IV Ogólnopolskim Festiwalu Teatrów Jednego Aktora we Wrocławiu za monodram Syn bohatera na podstawie powieści Jeana de Hartoga (Teatr Wybrzeże w Gdańsku)
- 1977 – Krzyż Kawalerski Orderu Odrodzenia Polski
- 1980 – wyróżnienie na XXII Festiwalu Teatrów Polski Północnej w Toruniu za rolę Batarcewa w Protokóle pewnego zebrania Aleksandra Gelmana (w Teatrze Ziemi Pomorskiej w Grudziądzu)
- 1992 – nagroda w Plebiscycie widzów w Poznaniu - Honorowa Loża Ulubieńców Publiczności

## Życie prywatne
- Miał żonę Helenę i córkę Dorotę, również aktorkę.